# Forme du timbre-poste
 (avril 2021).
- Si vous ne connaissez pas le sujet, laissez ce bandeau (vous pouvez alors contacter les auteurs).
- Si vous supprimez le contenu mis en cause (vous pouvez préalablement contacter les auteurs),

argumentez précisément cette suppression dans la page de discussion
(un manque de référence n'est pas un argument ; une recherche réelle de référence doit avoir été effectuée, être formellement documentée).
La forme du timbre-poste est généralement un rectangle de papier. Cette forme géométrique permet d'utiliser la plus grande surface possible de la feuille. Néanmoins, des administrations postales ont créé des timbres sous d'autres formes, que l'on peut qualifier de « fantaisistes » au sens étymologique du terme, et parfois même dans des matières autres que du papier. Pour certaines administrations postales, ces formes ont pu se justifier pour des timbres d'usage différent, mais de plus en plus, c'est un souci de promotion et de vente d'un objet de collection qui ne serait pas utilisé sur du courrier qui semble animer les opérateurs postaux.
Les timbres en forme de triangle ou de losange sont relativement nombreux, émis par les administrations postales de plusieurs territoires : Union soviétique, Monaco, Fiume, Costa Rica, Guinée espagnole, Pologne, Lundy, Mongolie, Bhoutan, Mozambique… Depuis les années 1990, ce sont les timbres ronds (dentelés ou non, adhésifs ou gommés) qui sont à la mode.
Les postes qui ont diffusé le plus grand nombre de timbres aux formes fantaisistes sont celles du royaume du Bhoutan, des îles Tonga et de la république de Sierra Leone. Cependant, d'autres postes ont émis par la suite des timbres aux formes les plus variées, comme certains émirats arabes, la France (timbres en forme de ballon de rugby), le Canada (timbres en forme de balle de golf) ou encore la Suisse et l'Italie (timbres en bois et en broderie). il existe aussi des timbres parfumés ; au chocolat par exemple en Suisse et en France ou en argent (France, Pays-Bas).
Cet article ne recense donc pas que les timbres aux formes non rectangulaires, mais aussi les timbres émis dans une autre matière que du papier (plastique, métal, or, argent, bois, soie, notamment). Ces timbres ont tous en commun la particularité d'être très recherchés par les philatélistes, mais surtout sur lettre car certains d'entre eux ont été utilisés très rarement comme moyen d'affranchissement du courrier. 
De plus, la création de ces timbres nécessite la mise au point de techniques spéciales pour les fabriquer, les imprimer et même parfois pour les oblitérer, comme les timbres en relief du Bhoutan (oblitérés par des cachets blancs) ou les timbres de Tonga (annulés par de longs cachets horizontaux.) 
Toutefois, la préservation, ou tout au moins la collection, de certains de ces timbres pose un problème : les timbres bosselés en plastique du Bhoutan s'aplatissent dans un album classique, les timbres en métal génèrent des soucis d'oxydation (comme pour le dernier timbre en argent issu par la Poste française ou les timbres en acier du Bhoutan), et les timbres en bois ont une épaisseur qui permet mal de les conditionner en album classique. Les timbres en vinyle, étant conçus comme de véritables disques phonographiques, émis par l'administration royale de la poste du Bhoutan, sont délicats à conserver, tant ils peuvent facilement se rayer. Les timbres en soie du Bhoutan ont tendance à se coller sur les protections des pages d'album et à s'altérer à la lumière solaire.
La plupart des timbres mentionnés ci-dessous, au moins pour les timbres du Bhoutan, de la Sierra Leone, de l'île Norfolk et des îles Tonga, étaient vendus à l'unité, souvent prédécoupés. Tonga a émis des « séries de bananes » en rouleaux de cent unités, mais, par facilité, bon nombre de ces timbres étaient détaillés par unités prédécoupées ou par découpage aux ciseaux par le postier, comme c'était le cas des séries consacrées à John Kennedy au Sierra Leone sur papier support jaune ou vert. Les philatélistes ne tiennent alors pas cas de la largeur des marges mais de la qualité intrinsèque du timbre postal. 

## Timbres du Bhoutan
- 1966 : Timbres émis sur carton repoussé, représentant des reproductions de pièces de monnaie, pour le 40e anniversaire du roi Jigme Wangchuck. 9 valeurs de 38 mm à 63 mm de diamètre.
- 1967 : Timbres imprimés en trois dimensions (3D), non dentelés, polychromes, sur l'homme dans le cosmos, en polychromie. 8 valeurs.
- 1968 : Timbres en 3D, non dentelés, adhésifs, comprenant 8 valeurs sur les papillons et les fleurs.
- 1968 : Timbres en relief, en carton, non dentelé et polychromes, représentant des tableaux célèbres. 16 valeurs.
- 1968 : Timbres imprimés sur du carton repoussé, de forme circulaire, consacrés à l'année internationale des Droits de l'Homme. Trois valeurs différentes.
- 1969 : Timbres polychromes en trois dimensions, 6 valeurs sur les poissons.
- 1969 : Timbres en 3D, polychromes, adhésifs, non dentelés, sur les insectes. 8 valeurs différentes.
- 1969 : Timbres lithographiés sur des feuilles d'acier, polychromes et non dentelés, consacrés à l'histoire de l'acier. 12 valeurs (dont 4 poste aérienne).
- 1969 : Timbres en 3D, non dentelés, adhésifs, 4 valeurs sur des oiseaux.
- 1969 : Timbres polychromes imprimés sur de la soie, adhésifs et non dentelés, sur le thème des peintures religieuses. 5 valeurs.
- 1969 : Timbres en 3D, non dentelés, sur Apollo XI. 12 timbres.
- 1970 : Timbres en 3D, polychromes, non dentelés, sur des peintures artistiques. 8 valeurs.
- 1970 : Timbres en relief, imprimés sur du carton adhésif, sur le thème des tableaux de fleurs, comprenant 16 valeurs (dont 8 poste aérienne).
- 1970 : Timbres adhésifs en 3D, polychromes et non dentelés, sur la faune sauvage, dont un timbre consacré au yéti, comptant 13 valeurs.
- 1970 : Timbres en 3D, non dentelés, sur la conquête spatiale. 12 valeurs.
- 1971 : Timbres en matière plastique repoussé et en relief, autocollants et non dentelés, consacrés à l'histoire de la sculpture. 8 valeurs.
- 1971 : Timbres en 3D, non dentelés, polychromes, sur Apollo XV. 4 valeurs.
- 1971 : Timbres en trois dimensions, non dentelés, sur des automobiles anciennes, comprenant 13 valeurs (dont 5 poste aérienne).
- 1972 : Timbres imprimés sur du carton, en relief, représentant des tableaux célèbres. 8 valeurs.
- 1972 : Timbres en plastique repoussé, en relief, autocollants, sur les hommes célèbres (Kennedy, Churchill, De Gaulle, Eisenhower, Gandhi, Paul VI), comptant 6 valeurs, plus un bloc feuillet reprenant 4 timbres.
- 1972 : Timbres en 3D, non dentelés, polychromes, sur Apollo XVI. 8 valeurs.
- 1973: Timbres imprimés sur papier parfumé, consacrés à une série de roses comprenant 6 valeurs, plus un bloc feuillet.
- 1973 : Timbres en 3D, non dentelés, sur Apollo XVII, 6 valeurs.
- 1973 : Timbres ronds, en vinyle, en forme de microsillons produisant de la véritable musique (dont l'hymne du Bhoutan). 7 valeurs très recherchées, surtout sur lettres, par les philatélistes. Ces timbres sont conçus comme de vrais disques qui peuvent être écoutés par un tourne-disques, et on peut y entendre des discours en anglais sur la géographie et la dynastie du Bhoutan, ainsi que de courtes chansons. Diamètres : 58 et 85 mm.
- 1973 : Timbres en carton, non dentelés, émis pour l'anniversaire du règne du roi Jigme Dorji Wangchuck, comptant 5 valeurs et un bloc feuillet.
- 1974 : Timbres en trois dimensions, non dentelés, polychromes, sur le thème des champignons, comprenant 6 valeurs et deux blocs-feuillets.
- 1975 : Timbres ronds, en carton repoussé, dorés, adhésifs, consacrés à l'anniversaire du roi.
- 1976 : Timbres en trois dimensions, non dentelés et polychromes. Série consacrée aux masques de danses rituelles, comprenant 11 valeurs et un bloc feuillet.

## Timbres des îles Tonga
Les îles Tonga ont émis plusieurs séries de timbres adhésifs aux formes les plus fantaisistes, non dentelés, autocollants, sur les thèmes les plus variés. Les plus courants d'entre eux sont les timbres consacrés aux fruits tropicaux : ananas, noix de coco, et surtout bananes, celles-ci étant émises seules ou en régime, selon le tarif postal. Exemple, une banane pour une valeur faciale de un séniti, deux bananes, deux sénitis… cinq bananes, cinq sénitis. Ces timbres sont de taille et de forme différentes. Ces séries de timbres ont été émises de 1963 à 1980. 
- 1963 : Timbres cartonnés, ronds, non dentelés et de diamètres différents, émis pour la commémoration des premières monnaies en or de Polynésie, aux Tonga.
- 1964 : Timbres en forme de cœur ou de carte des îles Tonga, 8 valeurs différentes, sur le thème de l'association des femmes du sud-est Pacifique. Adhésifs, non dentelés et en carton.
- 1967 : Timbres ronds, adhésifs, émis pour le couronnement du roi Taupa'ahau Tupou IV, le 4 juillet 1967.
- 1968 : Timbres ronds, reprenant la forme d'une pièce de monnaie, aux diamètres différents, émis pour l'anniversaire du roi.
- 1969 : Jeux du pacifique Sud, timbres en forme de silhouette de lanceur de poids et de boxeur.
- 1969 : Timbres en forme « d'amphore » (format utilisé pour plusieurs émissions ultérieures), consacrés à la recherche pétrolière (Le timbre à date de l'émission Premier Jour reproduit un baril de pétrole). Les timbres pour la poste aérienne (9s, 10s, 24s, 29s, et 38s) représentent un puits de pétrole (derrick) posé sur une carte de l'île.
- 1970 : Timbres en forme de cœur et de carte de l'île (voir émission de 1964) en hommage à la reine Salote.
- 1970 : Timbres en forme de croix de couleur rouge, émis pour le centenaire de la Croix Rouge britannique.
- 1970 : Tonga dans le Commonwealth, timbres en forme d'étoile ou de livre ouvert.
- 1970 : Timbres adhésifs de différents formats et formes, émis pour la visite royale de la reine Elizabeth II.
- 1971 : Timbres émis pour le 25e anniversaire de l'UNICEF, adhésifs et de trois formes différentes : lettres UNICEF en gros caractères, enfant debout devant un tas de livres (?) et enfant assis jonglant avec des balles.
- 1971 : Timbres en forme de médaille, émis pour célébrer la médaille tongienne du mérite.
- 1971 : Jeux du Pacifique Sud, à Papeete, Tahiti, timbres en forme de perchiste.
- 1972 : Routes de la marine marchande, timbres multiformes, adhésifs et non dentelés, comptant 10 valeurs.
- 1972 : 10 timbres adhésifs en forme d'îlot sur lequel on hisse un drapeau pour la proclamation de la souveraineté tongienne sur les récifs de Minerva.
- 1973 : Banque nationale de Tonga, timbres en forme de billets de banque. 10 valeurs.
- 1974 : Scoutisme, guides féminins, timbres adhésifs de formes différentes, 10 valeurs.
- 1974 : Timbres adhésifs de formes diverses, pour le centenaire de l'Union postale universelle (UPU).
- 1974 : Émis pour le dixième anniversaire des timbres autocollants à Tonga, timbres adhésifs, polychromes, de formes variées (dont une série en forme de mains décollant un timbre), avec un hommage à M. Bernard Mechanick, « Inventor freeform selfadhesive stamps ». Série rééditée en 1980 pour les J.O. de Moscou.
- 1974 : Timbres en forme de bateau, pour l'Institut Royal Maritime.
- 1975 : Pour le forum du tourisme en zone Pacifique Sud, 10 timbres de formes variées.
- 1975 : Timbres adhésifs, grands formats, carrés aux bords irréguliers, émis pour le centenaire de la Constitution. Pour la poste aérienne, timbres ronds de 75 mm de diamètre.
- 1975 : Timbres adhésifs en forme d'oiseaux (perroquet, colombe) pour la commémoration du voyage du capitaine William Bligh.
- 1975 : Timbres autocollants en forme « d'amphore », avec un paysage touristique, issus pour le forum du Pacifique Sud.
- 1976 : Timbres en forme d'étoile, timbres ronds et timbres en forme de parchemin, pour le centenaire du traité d'amitié Allemagne-Tonga.
- 1976 : Bicentenaire des États-Unis d'Amérique. En forme de parchemin déchiré, avec tous les présidents américains.
- 1976 : Établissement du christianisme, différentes formes.
- 1977 : Formes diverses, pour le jubilé d'argent de la reine Elizabeth II.
- 1977 : Timbres copiant la forme de deux pièces de monnaie, émis pour le dixième anniversaire du couronnement du roi.
- 1977 : Timbres en forme de bateaux et de parchemin, pour la célébration du bicentenaire du dernier voyage du capitaine Cook.
- 1978 : Timbres en forme de feuille d'érable du Canada, pour les onzième jeux du Commonwealth au Canada.
- 1978 : Série de timbres adhésifs en forme de bananes. 5 valeurs sur lesquelles le nombre de bananes coïncide avec la valeur faciale. Exemple : 3 bananes = 3 sénitis !
- 1978 : Timbres adhésifs en forme de cœur posé sur un écrin, pour la ligne de changement de date.
- 1979 : Décennie du progrès aux îles Tonga. 10 timbres adhésifs de toutes formes et de thèmes différents.
- 1979 : Paysages de l'archipel. Timbres en forme d'appareil photo Nikon 50 mm., par l'ouverture duquel on voit un site des îles Tonga, Niuatoputapu et Tafahi.
- 1980 : 125e anniversaire du traité d'amitié entre la France et Tonga. 10 timbres en forme de parchemin partiellement déroulé.
- 1980 : Série consacrée aux Jeux Olympiques de Moscou, voir en 1974.
- 2000 : Série de timbres ronds, dentelés et gommés, émise pour le passage à l'an 2000 « First to the Millenium ». Dans le quartier gauche du timbre se détache une colombe tenant un rameau d'olivier. 4 timbres plus un bloc feuillet reprenant les valeurs à 2,50 $ et 2,70 $.
- 2001 : Série de cinq timbres adhésifs de formes libres : 10s en forme de banane, 45s en forme de noix de coco ouverte, 60s en forme d'ananas, 80s en forme de pastèque (avec une tranche au premier plan) et 2,40 $ en forme de fruits de la passion. Timbres émis sous forme de bloc-feuillet.

## Les cartes de Norfolk
L'île Norfolk a émis des timbres en forme de carte de l'île.
- 1974 : Cartes de l'île, émis pour le centenaire de l'UPU, présentant divers paysages, avec un bloc-feuillet reprenant la forme de la carte de l'île.
- 1978 : Cartes de l'île, comprenant 8 valeurs différentes, consacrées au cinquantième anniversaire du scoutisme, avec l'effigie de Baden Powell.

## Timbres de Suisse
- 2000 : Timbre-poste en broderie, réalisé en véritable fil à broder sur un tissu reposant sur un support autocollant, représentant une Broderie de Saint-Gall. Valeur faciale de 5 Francs Suisse, un bloc en broderie de 4 timbres est aussi émis avec une valeur faciale de 20 Francs Suisse.
- 2001 : Timbre-poste parfumé au chocolat. Ce timbre est enrobé d'un vernis spécial qui contient une substance odoriférante qui, quand on frotte la surface, dégage une odeur de chocolat.
- 2002 : Timbre-poste hologramme à 1,80CHF, impression asymétrique en 3D, émis pour le 50e anniversaire de la Garde Aérienne Suisse de sauvetage (la REGA). Le 12 mars 2002.
- 2003 : Timbre-poste en braille pour le Centenaire de l'union centrale Suisse pour le bien des Aveugles, valeur faciale de 70ct., « à lire avec les doigts ». Le 6 mars 2003.
- 2004 : Timbre-poste triangulaire pour le Centenaire de la FIFA, valeur faciale de 1CHF. Le 9 mars 2004.
- 2004 : Timbre-poste en bois d'épicéa, de 0,7 mm d'épaisseur, valeur faciale de 5CHF. Le 7 septembre 2004.
- 2006 : Le WebStamp fait son apparition, il est possible de créer son timbre personnel en ligne sur le site de la Poste Suisse et de l'imprimer. Le 11 avril 2006.
- 2007 : Timbre-poste triangulaire pour le Centenaire du Mouvement Scout, valeur faciale de 1CHF. Le 10 mai 2007.
- 2007 : Timbre-poste lenticulaire (animé) pour le Centenaire du Musée de la communication à Berne, 2 valeurs faciale : 85ct et 1CHF. Le 10 mai 2007.
- 2007 : Timbre-poste comme lien vers Internet, le BeeTagg est sorti en 1re mondiale ! valeur faciale 1CHF. Le 31 octobre 2007.
- 2011 : Timbre-pose hexagonal représentant une « Abeille mellifère », valeur faciale : 85ct. Le 3 mars 2011.

## Timbres de Sierra Leone
Les timbres adhésifs de Sierra Leone sont vendus sur des supports différents : certains sont fixés sur des feuilles de couleur, puis découpés de façon manuelle. D'autres sont vendus sur de petits papiers plastifiés prédécoupés (comme à Tonga). Enfin, il en existe qui sont fixés sur des papiers plastifiés qui épousent la forme du timbre et qui disposent d'un petit onglet pour pouvoir les décoller plus facilement.
Sur le verso du support plastifié du timbre, on peut lire des publicités diverses, pour des diamantaires, des compagnies aériennes, des imprimeurs, des marques d'automobiles ou de pneumatiques.
- 1965 : Timbres adhésifs en forme de carte géographique du pays, émis pour la foire mondiale de New York. Plusieurs dizaines de valeurs ont été émises, dont des timbres surchargés, vendues sur feuilles de papier jaune ou papier vert (portant la publicité de l'imprimeur londonien au verso, Samuel Jones & Co.Ltd.). Certaines valeurs portent l'effigie de J.F. Kennedy.
- 1966 : Timbres ronds sur support cartonné, non dentelés, diamètres 38 mm, 54 mm et 84 mm. Emis pour célébrer le cinquième anniversaire de l'indépendance.
- 1968 : Timbres adhésifs en forme de carte du continent africain, noir sur fond bleu, émis pour dénoncer la condition des Droits de l'Homme dans certains états ou colonies d'Afrique (Afrique du Sud, Rhodésie, Mozambique, Angola).
- 1969 : Timbres adhésifs en forme de parchemin déroulé, émis pour le cinquième anniversaire des premiers timbres adhésifs de formes libres (« free form self adhesives »). Thématique timbres sur timbres.
- 1969 : Timbres en forme d'enclume pour les équipements portuaires du pays. Certains timbres de cette série sont de forme plus « classiquement » ovale.
- 1969 : Timbres géants (environ 7 cm sur 5), autocollants, en forme de diamant. Ces timbres ont été réalisés pour le jubilé de diamant du mouvement scout (un scout prêtant serment est dessiné au centre du timbre).
- 1970 : Pour l'exposition internationale d'Osaka, au Japon. Timbres adhésifs de formes variées représentant des assemblages de sphères.
- 1971 : timbres adhésifs en forme de carte de Sierra Leone, émis pour le dixième anniversaire de l'indépendance. Deux sortes de timbres : fond bleu avec drapeau national; fond tricolore (vert, blanc, bleu), aux couleurs du drapeau national.
- 1971 : Timbres adhésifs sur papier cartonné repoussé, représentant un aigle aux ailes déployées, utilisés pour la poste aérienne. Publicité pour « Sierra Leone Airways » au verso.
- Diverses séries de timbres adhésifs sont en forme très exotique de fruits tropicaux : papaye, noix de coco. Il en existe plusieurs séries.
- Timbre brodé en peluche, sur le thème de Teddy Bear, non dentelé et adhésif, valeur faciale 12000 leones.

## Autres exemples

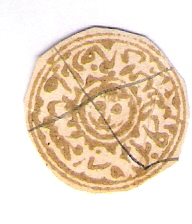
timbre afghan

- Afghanistan : Les premiers timbres émis par le royaume afghan, en 1870, étaient imprimés sur des planches et non dentelés. Ils étaient souvent découpés en rond avant d'être utilisés. Ces timbres « ronds » ont été utilisés jusqu'en 1892. Ces timbres mesurent de 12 à 30 mm de diamètre et comptent près de 200 valeurs différentes.
- Ajman : En 1968, l'émirat émis un timbre en or, dentelé, pour les Jeux Olympiques de Mexico.
- Belgique : timbre dentelé pour télégraphe, de forme hexagonale.
- Burundi (Royaume du) : Timbres ronds en carton. Le Burundi a émis des timbres de forme ronde dont le thème est une monnaie d'or, en 1965. La série comprend 16 timbres (dont 8 pour la poste aérienne) aux diamètres suivants : 39 mm, 44 mm, 56 mm, 66 mm.
- Chili : timbre rond, non dentelé, pour retour de courrier.
- Fujaïrah : Timbre en or, carton en relief, valeur faciale 5 riyals, sur le président Eisenhower, émis pour la poste aérienne.timbre sud-africain

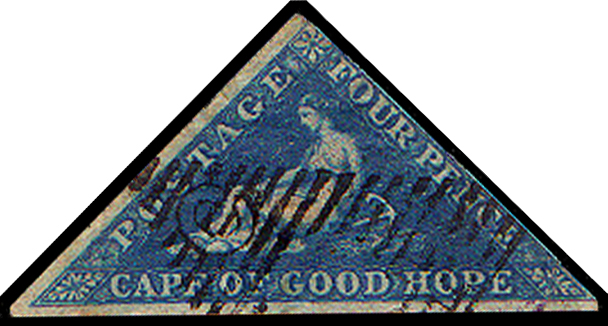
timbre sud-africain

- Colonie du Cap, province d'Afrique du Sud
- Jordanie : 1967, timbre rond et dentelé, à l'effigie du prince Hassan.
- Malte : timbres de Noël, dentelés, multiformes émis en 1967 et 1968.
- Manama : 1968, série de timbres ronds et en or, pour les Jeux Olympiques de Mexico.
- Gibraltar : timbres dentelés reproduisant la forme du rocher de Gibraltar émis en 1969. Série comprenant 4 valeurs, émis par feuilles de 30 timbres, pour la nouvelle Constitution.
- Charjah : L'émirat a émis en 1965 une série comprenant 6 valeurs sur le thème des pièces de monnaie. Ces timbres sont ronds de 41 mm, 52 mm, 64 mm de diamètre.
- Thessalie : timbre dentelé octogonal.
- Umm al Qiwain :
  - 1972 : timbres polychromes en trois dimensions, non dentelés, 6 valeurs sur le thème du jamboree mondial des scouts.
  - 1972 : 6 valeurs, timbres en 3D sur les J.O. d'hiver de Sapporo de 1972, non dentelés.
  - 1972 : 7 valeurs sur les chemins de fer, en 3D non dentelés.
  - Années 1970 : diverses séries émises, timbres adhésifs en 3D non dentelés sur les thèmes suivants : poissons, fleurs, chiens, papillons, faune sauvage, poupées, sport.
- Virginie : 1846, timbre rond non dentelé, dit « Blue Boy », émis par Alexandria Post Office.
- Yémen (royaume du) : timbres en 3D, non dentelés, série consacrée aux voiliers.

## Les timbres aux formes libres récents (après 1980)
- Åland : 2000, 4 timbres ronds et dentelés, émis pour célébrer l'an 2000 et la paix dans le Monde, dessinés par Stefan Lindfors. Valeur faciale 3,40 mk /0,57 €.
- Allemagne : Timbre rond, dentelé, valeur faciale 1,10DM, pour le centenaire de la fédération allemande de football, émis en 2000.
- Autriche : timbre hologramme, dentelé, valeur faciale 8S, émis le 6 octobre 1988, sur le thème « Made in Austria ».
- Barbade : 1999, émission d'un timbre dentelé rond, valeur faciale 2,50 $, dans un bloc feuillet, pour célébrer le 30e anniversaire du premier pas de l'Homme sur la lune.
- Belgique : 2005, timbre en feuille d'argent, taille 28mmx28mm, dentelé, valeur faciale 4 €, représentant le profil de deux monarques belges : Léopold 1er et Albert II pour le 175e anniversaire de la Belgique. Le timbre était vendu uniquement en pochette au tarif de 10 €.
- Canada :
  - 2003 : année de la chèvre, timbre dentelé émis dans un bloc feuillet, valeur faciale 1,25 $.
  - 2004 : émission de timbres en forme de balle de golf. Vendus en bloc de 8 timbres adhésifs sur fond de green, de 49 cts de valeur faciale, deux dessins différents par Lowe-Martin, consacrés au centenaire de l'Omnium du Canada, avec silhouette de golfeur gaufrée et argentée.
  - 2006 : année du chien, timbre dentelé émis dans un bloc feuillet.
- Colombie : Timbre rond, gommé, dentelé, 600 pesos, pour le centenaire de l'aspirine.
- Djibouti : Deux blocs feuillets en bois ont été émis avec timbre dentelé au centre. En 1983, pour le 50e anniversaire d'Air France (faciale 250 Francs), en 1989, pour la lutte contre la lèpre (500 francs de valeur faciale).
- Gabon : Bloc feuillet en bois, émis en 1982 (faciale de 2000 francs) sur le thème de l'okoumé, richesse nationale de la forêt gabonaise.
- Hong-Kong : timbre rond, dentelé, valeur faciale 10 $, émis en bloc feuillet en 1999, sur le thème de la protection du panda géant.
- Hongrie : 1985, timbre rond dentelé inséré dans un feuillet vendu 20 Ft, pour célébrer les ponts sur le Danube à Budapest et la Coopération Européenne (Kulturalis Forum).

- Île de Man
  - 1997 : Timbre rond, dentelé, émis en feuillet, valeur faciale 1,30 £, pour la Ryder Cup, à Valderrama en Espagne.
  - 1999 : Timbres ronds, dentelés, émis en feuillets, dans une série de timbres consacrés aux Bee Gees. 4 cm de diamètre. Le timbre à 60p illustre la chanson « Immortality », celui à 90p le tube « Stayin' Alive », le dessin représentant un compact-disc.
- Indonésie : 2004, séries de timbres ronds, dentelés, consacrés aux Jeux Olympiques d'Athènes. Issues en deux séries présentées en feuilles de 16 ou 18 timbres montrant des athlètes.
- Italie : 2004, timbre adhésif, non dentelé, valeur faciale 2,80 €, en dentelle véritable, blanc sur fond bleu, intitulé « Arte del merletto ».
- Japon :
  - La poste japonaise a émis des blocs feuillet pour la « journée de la lettre » (« Letter writing Day »). Ces blocs comportent des timbres dentelés de formes différentes : rectangles, ronds, ovales, hémicycles, triangles.
  - 2004, 5 timbres adhésifs, de forme libre, issus dans une série de 15 timbres, sur le thème de Hello Kitty, valeur faciale 80 yen.
  - Timbres rectangulaires dont les marges débordent pour épouser la silhouette d'un bouquet de fleurs, d'un chaton, d'un chiot, d'oiseaux ou d'un petit lapin. Valeur faciale 80 yens.
- Macao : timbre ovale, dentelé, émis pour les Jeux d'Asie Orientale, en 2005.
- Maroc : 2000, timbre rond et dentelé, 6,50 dirhams, pour la semaine de la solidarité.
- Niue : 2000, série de trois timbres ronds, adhésifs et dentelés.
- Nouvelle-Zélande :
  - 1994 : timbre rond dentelé, valeur faciale 1 $, pour célébrer la « World Yacht Race ».
  - Timbres ronds consacrés au kiwi, oiseau emblématique de l'archipel. Valeur faciale d'un dollar, émission de 1997.
  - 2000 : 5 timbres ronds adhésifs et dentelés, pour les Jeux Olympiques.
  - 2005 : Timbres en forme de maillot de rugby et de football, noir et rouge, autocollants, valeurs 45 cts et 1,50 $ par paires, émis en 2005.
  - 2005 : Timbres adhésifs en forme de tasse de café (5 valeurs : 45 cts, 90 cts, 1,35 $, 1,50 $, 2 $), dimensions 31,2 mm x 35 mm, dessinés par Alan Hollows pour la New Zealand Post.
  - Des postes privées locales ont émis des séries de timbres postaux aux formes fantaisistes. L'exemple de la société « Universal Mail » est le plus intéressant, avec l'émission de timbres adhésifs en forme de mouton, de kiwi, de bouteilles de vin, de feuille de fougère, de tiki, de montagne, de bateau et de ballon de rugby.
  - 2007 : Émission de 5 timbres ronds adhésifs et dentelés, sur le thème des animaux originaires de l'archipel néo-zélandais.
- Papouasie-Nouvelle-Guinée : Timbre triangulaire, valeur faciale 35 t., émis pour l'« Expo Universelle Sydpex'88 », ainsi qu'un bloc feuillet. Émission du 30 juillet 1988.
- Pays-Bas : 2001, timbre sur feuille d'argent, dentelé, d'une épaisseur de 0,1 mm, valeur faciale 12,75 gulden.
- Pitcairn : Timbres hexagonaux, émis en 1999, sur les abeilles.
- Qatar : Timbre hexagonal, dentelé et gommé, émis en 2004, valeur faciale 50 dirhams, pour le centenaire de la FIFA.
- Saint-Vincent et Grenadines : nombreux timbres et blocs en or (23 carats) et en argent sur des sujets variés (Marilyn Monroe, Elvis Presley, le Titanic, Star Wars…). Les émissions de ce territoire étant pléthoriques, sinon abusives comme le signalent les philatélistes, il est presque impossible de lister tous les timbres fantaisistes émis.
- Samoa : Timbre rond, dentelé, émis dans un bloc vendu 5 dollars, pour célébrer le 30e anniversaire du premier vol habité sur la lune.
- Sierra Leone : timbre en peluche, non dentelé et adhésif, valeur faciale de 12000 léones, représentant un « Teddy Bear ».
- Taïwan : 2004, deux timbres dentelés ovales, 130 mm sur 100 mm, présentés dans un bloc feuillet sur le thème de Hello Kitty.
- Trinité-et-Tobago : 3 timbres adhésifs non dentelés en forme de bouteille, émis aussi en bloc feuillet en 2000, pour célébrer le 175e anniversaire de l'Angostura Bitter.
- Vanuatu : 2002, timbres adhésifs non dentelés en forme de feuilles d'arbres, émis pour l'année de la reforestation, 4 valeurs (35, 60, 90 et 110 vatu).
- Vanuatu, des timbres en forme d'étoiles de mer.
- Tuvalu : timbre rond, dentelé, inséré dans un bloc feuillet, valeur 2 $, émis en juillet 1999 pour le 30e anniversaire de l'Homme sur la lune.
- Zambie : timbres en or (de 22 carats), pour le centenaire des premiers véhicules automobiles. Rarement vus sur lettres.

## Timbres réalisés par Phil@poste Boulazac
Phil@poste Boulazac, l'imprimerie des timbres-poste de France, a fourni La Poste française, ainsi que plusieurs de ses filiales outre-mer, en Andorre et à Monaco, et les administrations postales autonomes d'outre-mer avec des timbres non rectangulaires.
Parmi ses produits proposés, Phil@poste Boulazac met en avant le timbre rond. La poste marocaine en est une cliente habituée avec la réalisation d'un timbre rond de 2002 à 2006 pour la Semaine de la solidarité.
- Andorre : 
  - 1999 : timbre rond dentelé, émis pour le match de football Andorre-France, comptant pour le championnat d'Europe des nations.
  - 2007 : timbre dentelé en forme de cœur, représentant une rose, émis pour la « Sant Jordi », d'une valeur faciale de 0,86 €, dessiné par Ghinea.
  - 2007 : Timbre dentelé de forme ovale, émis pour la coupe du monde de rugby (« rugbi » en catalan) dessiné par Ghiringhelli et phil@poste, d'une valeur faciale de 0,85 €.
- France :
  - 1989 : Timbre dentelé à 2,20 F, avec écriture en braille, « pour le bien des aveugles ».
  - 1998 : Timbres ronds en forme de ballon de football, dentelés, adhésifs ou gommés (valeur faciale 3 F), dessinés par Briat, émis à l'occasion de la Coupe du Monde de Football organisée en France en 1998. Ces timbres étaient vendus à l'unité ou en carnet de 10 timbres adhésifs. Il existe un feuillet souvenir composé de 7 vignettes autocollantes Footix et du premier timbre rond français. Une nouvelle émission a eu lieu dès le lendemain de la victoire des Bleus en finale, portant la mention ajoutée « Champion du Monde ».
  - 1999 : Timbres en forme de cœur, dentelés, adhésifs ou gommés, émis pour la Saint-Valentin, deux versions différentes dessinées par Baras (valeur faciale 3 F). Vendus par feuilles ou en carnet de 10 timbres.
  - 1999 : Timbre hologramme, dessiné par Baras, valeur faciale 6,70 F, pour célébrer le centenaire de l'émission du Cérès (Programme Philexfrance 1999 à Paris).
  - 1999 : Timbres en forme de ballon de rugby, dentelés, gommés ou adhésifs, créés par Desdoigts, pour la Coupe du Monde de rugby de 1999. Vendus par blocs feuillet de 10 timbres à 3 F de valeur faciale.
  - 2000 : Timbres en forme de cœur, dessinés par le créateur Yves Saint Laurent, dentelés, gommés ou adhésifs, valeur faciale 3 F, présentés en carnets ou en bloc feuillet.
  - 2000 : Timbre dentelé avec fine couche de métal incrustée, pour le centenaire de la métallurgie, valeur faciale 4,50 F.
  - 2001 : Timbres en forme de cœur, conçus par le styliste Christian Lacroix, dentelés, adhésifs ou gommés, valeur faciale 3 F, émis en carnets ou en blocs feuillet.
  - 2001 : Timbre rond, dentelé, gommé, valeur faciale 3 F / 0,46 €, émis pour le passage à l'euro.
  - 2002 : Timbres en forme de cœur, conçus par le photographe Yann Arthus-Bertrand, représentant le cœur de Voh en Nouvelle-Calédonie, valeur faciale 0,46 €.
  - 2002 : Timbre rond, dentelé et gommé, dessiné par Acker, émis pour la Coupe du Monde de football 2002. Émission conjointe avec l'Allemagne.
  - 2003 : Timbres en forme de cœur, valeur faciale 0,46 €, dessinés par la maison de haute couture Torrente, présentés en carnet ou en bloc feuillet.
  - 2003 : Timbres dentelés de forme hexagonale, présentés dans un bloc feuillet de 10 timbres, émis pour le centenaire du Tour de France cycliste. Valeur faciale de 0,50 €.
  - 2003 : Timbre en forme de rectangle au sommet arrondi. Emis en bloc feuillet pour le salon du timbre 2004 à Paris, 2 timbres à 1,90 €, sur le thème des jardins parisiens (Parc des Buttes-Chaumont et Jardin du Luxembourg).
  - 2004 : Timbres en forme de cœur, dentelés, gommés ou adhésifs, valeur faciale 0,50 €, dessinés par la maison Chanel, deux design différents.
  - 2004 : Timbres dentelés, rectangulaires au sommet arrondi, présentés dans un bloc feuillet, à 1,90 € de valeur faciale, pour le Salon du Timbre à Paris 2004, sur les jardins de Paris (jardin des Tuileries et Parc floral de Paris).
  - 2004 : Timbres dentelés en forme de drapeau (ou d'oriflamme), émis pour les Jeux Olympiques d'Athènes, dessinés par Patte-Bessett, dans un bloc feuillet de 10 timbres, deux dessins différents à 0,50 € de valeur faciale.
  - 2005 : Timbres en forme de cœur, dentelés, dessinés par la maison de haute couture Cacharel, deux timbres différents, en bloc ou en carnet, de 0,50 € de valeur faciale.
  - 2005 : Timbres ovales dentelés, émis pour la Coupe Gordon Bennett, 6 dessins différents de Bruère présentés en bloc feuillet de 10 timbres.
  - 2005 : Timbre de forme rectangulaire au sommet arrondi, deux dessins différents à 1,98 € insérés dans un bloc feuillet émis pour le Salon du Timbre 2005, sur le jardin de la fontaine à Nîmes.
  - 2006 : Timbre en argent, de type Marianne, valeur faciale 5 euros, argent 999 millièmes.
  - 2007 : Timbres dentelés ovales, émis pour la Coupe du Monde de rugby 2007 en France. Présentés dans un bloc-feuillet de 10 timbres à 0,54 €, seuls deux timbres sont de forme ovale : celui illustrant une touche et celui représentant une transformation, situés dans les angles gauche et droit du bloc-feuillet.
  - 2007 : À l'occasion de la Coupe du Monde de rugby en France, la Poste émet un timbre lenticulaire animé, dentelé, autocollant vendu à l'unité à la valeur faciale de 3 €. Le timbre illustre un coup de pied de pénalité vu de derrière les poteaux. Grâce à une technique proche de l'hologramme (déjà utilisée par des administrations postales comme le Bhoutan), en inclinant le timbre, l'image s'anime : en effet, le ballon de rugby passe alors entre les poteaux grâce à une succession rapide de six images différentes.
- Monaco, 1998, timbre dentelé en forme d'hexagone, inséré dans un timbre dentelé d'une valeur faciale de 15 francs, émis pour la coupe du Monde de football.
- Nouvelle-Calédonie : 2005, timbre rond dentelé, valeur faciale 110 FP, 38x38 mm, émis pour le centenaire du Rotary International.
- Saint-Pierre et Miquelon (SPM) : Nombreux triptyques.
- TAAF : 2004, timbre rond dentelé, 38 × 38 mm, valeur faciale 0,90 €, sur le sujet des vols Twin Otter sur l'Antarctique, dessiné par Claude Andréotto.